# Dispositivo lógico complexo programável

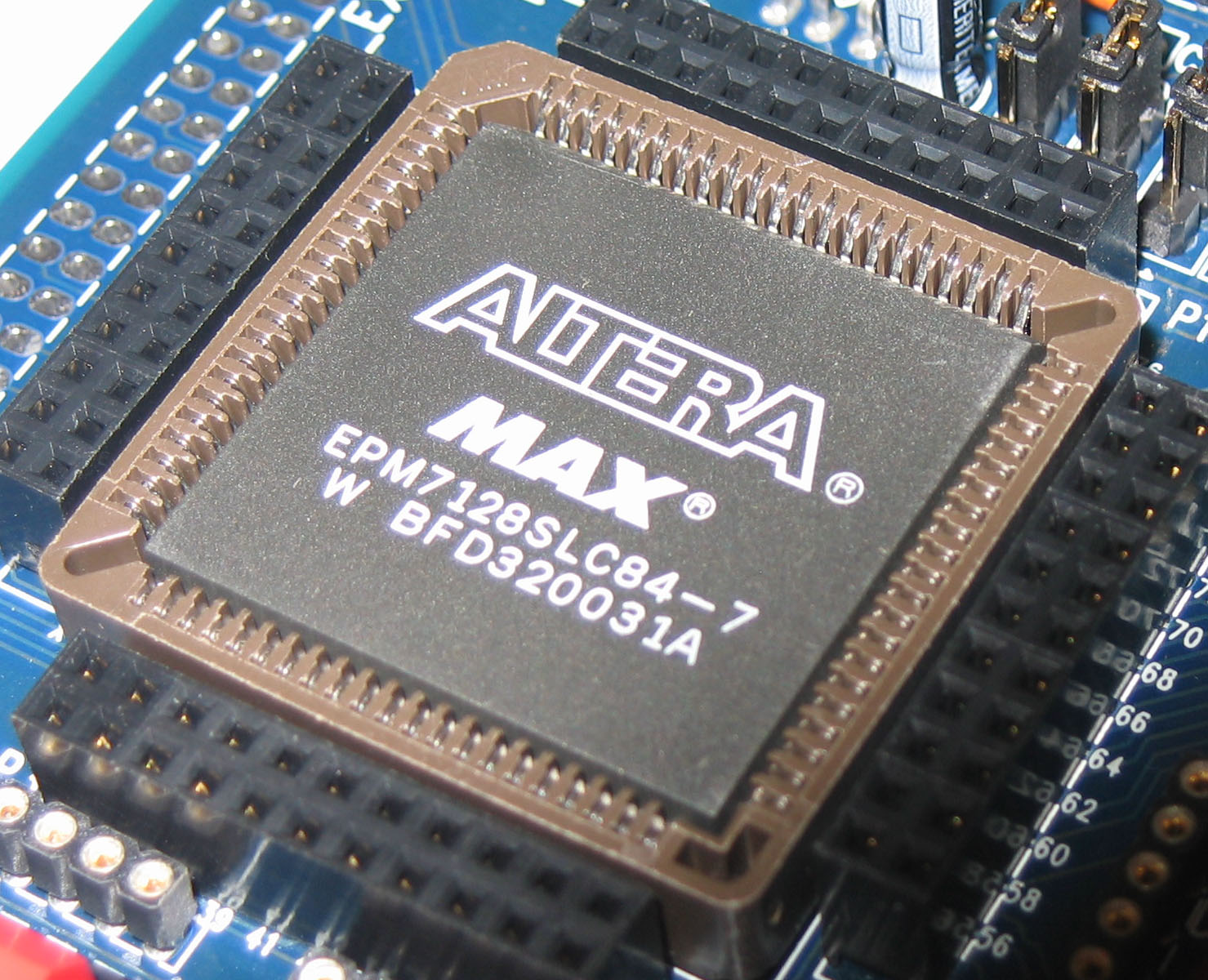
Um CPLD Altera da série MAX 7000, com 2500 portas.

Um Dispositivo Complexo para Programação Lógica, em inglês  complex programmable logic device (sigla CPLD), é um dispositivo lógico programável com complexidade entre aquela de uma PAL e de uma FPGA, e arquitetura com característica de ambas. O bloco de construção de um CPLD é a macrocélula, as quais implementam as funções lógicas combinacionais, de registro e E/S.